# Придорожное (Запорожская область)
Придорожное (укр. Придорожнє) — село,
Терноватский поселковый совет,
Новониколаевский район,
Запорожская область,
Украина.
Код КОАТУУ — 2323655506. Население по переписи 2001 года составляло 50 человек.

## Географическое положение
Село Придорожное находится в балке Солёная у истоков реки Солёная,
ниже по течению на расстоянии в 2 км расположено село Риздвянка,
на расстоянии в 1,5 км от пгт Терноватое.
Рядом проходит железная дорога, станция Гайчур в 2-х км.

## История
- 1898 год — дата основания как хутор Солёный.